# 觀音平和天神堂古墳群
觀音平和天神堂古墳群（日语：／ Kannondaira・Tenjindōkofungun）是位於日本新潟縣妙高市的古墳群，由觀音平古墳群與相距1公里的天神堂古墳群組成，於1978年3月24日指定為日本國史跡。

## 觀音平古墳群
古墳群由3群共38座古墳組成，以古墳時代前期的前方後圓墳以及中前期的群集墳為主，山脊最高處是扇貝形古墳的1號墳，接連著方墳的3號墳和前方後圓墳的4號墳，下方的緩坡部分則是墳頂既平坦又廣闊的中期圓墳。2001年，在1至4號墳進行了考古調查，未有發現葺石和埴輪，彌生時代的方形台狀墓也可能混在其中。1號墳是新潟縣內少有的扇貝形古墳，全長約26.8米，後圓部分直徑約21.4米×約20.0米，前方部分長約5.4米，闊約4.8米，中間細部闊約4.5米。有可能建於3世紀後半。鄰接於1號墳的4號墳是前方後圓墳，全長約33.6米，後圓部直徑約19.0米×約23.0米，前方部分長約11.6米，前方部分闊約7米，中間細部闊約5米，其特點是後圓部分為楕圓形，前方部分則是較小規模，這與1號墳相同，在北陸地方的前方後圓墳之中屬於較為古式的一種。雖然考古調查未有發現文物，但是推測可能與1號墳均是建於古墳時代最早期。

## 天神堂古墳群
古墳群由3群共188座古墳組成，最高處的是方墳的1號墳，其餘幾乎都是圓墳，規模由5至20米左右，未有發現葺石。東京大學曾經在數座古墳進行考古調查，出土了鏡、直刀、鐵鏃和土師器等等，由此推測古墳建於古墳時代後期（約5世紀末）。在山麓附近存在建有橫穴式石室的古墳，並且有高處較舊，低處較新的傾向，部分可能建於6世紀後半。1957年，東京大學在6號墳進行了考古調查，它位於支稜頂部，為古墳群中最大規模的圓墳，直徑為20米以上，墳頂部分表土之下約0.3米的地方出土了土師器碎片，其下方約0.2米處則是鐵劍的碎片。主體部分的底面為粘土層，未有發現石室等墓室設施。

## 外部連結
- 国指定文化財等データベース
- 文化遺産オンライン （页面存档备份，存于）

37°04′N 138°14′E / 37.06°N 138.23°E